# Assassinat de Jamal Khashoggi
L'assassinat de Jamal Khashoggi a lieu le 2 octobre 2018 au consulat d'Arabie saoudite à Istanbul, en Turquie. Le journaliste saoudien, opposant au prince héritier Mohammed ben Salmane, tombe dans un traquenard. Il est séquestré dans l'enceinte du consulat, torturé, assassiné et démembré le jour même par un commando des forces spéciales saoudiennes. Son corps disparaît.
L'événement provoque un incident diplomatique majeur entre l'Arabie saoudite et ses alliés, particulièrement la Turquie et les États-Unis. Les soupçons se portent immédiatement sur Mohammed ben Salmane, le fils du roi Salmane ben Abdelaziz, qui est innocenté en 2019 par la justice de son propre pays, mais pas par les autres pays impliqués.
Ces tensions diplomatiques sont oubliées au moment de l'invasion de l'Ukraine par la Russie en 2022, quand l’embargo sur le gaz russe augmente la dépendance de nombreux pays vis-à-vis de l’Arabie saoudite.

## Chronologie des faits
Le 2 octobre 2018, Jamal Khashoggi, à la demande de l'ambassade d'Arabie saoudite à Washington D.C., entre au consulat d'Arabie saoudite à Istanbul pour obtenir un document nécessaire à son remariage, prévu pour le lendemain, avec sa fiancée une journaliste turque, Hatice Cengiz, rencontrée peu auparavant. Le journaliste s'était rendu une première fois au consulat le 28 septembre pour obtenir l'attestation de divorce indispensable à son remariage,. Il y rencontre alors un diplomate, qui l'adresse à un autre interlocuteur. Celui-ci s'avère être membre des services de renseignement saoudiens. Il indique à Jamal Khashoggi que le consulat n'est pas en mesure de lui fournir le document immédiatement, mais qu'il peut venir le récupérer la semaine suivante.  
Selon la police turque, le 2 octobre, Jamal Khashoggi y est séquestré, torturé et assassiné par des forces spéciales saoudiennes, puis son corps est démembré et transporté hors du consulat en direction d'un autre pays,.
Khashoggi dénonçait depuis un certain temps la politique conduite par le prince Mohammed ben Salmane dans le royaume et le désastre de la guerre du Yémen,.
Dans son édition du 5 octobre, The Washington Post laisse une colonne blanche sous la photo de Khashoggi et le titre A Missing Voice.
Le 8 octobre, le gouvernement turc demande aux Saoudiens l'autorisation de fouiller le consulat. Le jour même, le président turc, Recep Tayyip Erdoğan, appelle les autorités saoudiennes à prouver que le journaliste a bien quitté le consulat comme ils l'affirment. Le 9 octobre, la Turquie est autorisée à fouiller le consulat, tandis que la chaîne de radio-télévision turque TRT World affirme que les autorités turques soupçonnent que des individus entrés dans l'ambassade au moment de la disparition auraient emporté avec eux les images de vidéosurveillance, que les autorités saoudiennes affirment ne pas posséder.
Le 12 octobre, The New York Times affirme que le commando du consulat transportait une scie à os. The Washington Post ajoute pour sa part que la Turquie possède des enregistrements audio et vidéo qui prouvent que le journaliste a été interrogé, torturé, assassiné puis démembré. Le journaliste porterait également sur lui une montre connectée, qui aurait enregistré une dispute, ce qui serait corroboré par l'enregistrement. L'appareil, de type Apple Watch, aurait été ainsi relié à son iPhone, qu'il avait laissé à sa fiancée, mais dont certains enregistrements auraient été supprimés après sa mort. Ces dernières informations ne seraient pas compatibles avec les capacités techniques des produits Apple. Selon The Guardian, les enregistrements pourraient en fait avoir été recueillis grâce à des appareils de surveillance implantés dans le consulat à l'insu du gouvernement saoudien.
Le 13 octobre, Mevlüt Çavuşoğlu, ministre turc des Affaires étrangères, demande à Riyad d'autoriser les enquêteurs à perquisitionner le consulat d'Arabie saoudite à Istanbul. Une demande à laquelle les autorités saoudiennes ne répondent pas immédiatement, avant finalement d'autoriser la fouille qui a lieu le 15 octobre. Les autorités turques souhaitent appliquer du luminol sur les murs pour détecter d'éventuelles traces de sang, ce que Riyad refuse. La police turque emporte alors des échantillons de la terre du jardin du consulat. Elle découvre également que des parois du consulat ont été fraîchement repeintes.
Le 15 octobre, CNN affirme que le régime saoudien serait sur le point d'admettre la mort du journaliste à la suite d'un interrogatoire qui aurait mal tourné. Le jour même, le consul saoudien est limogé.
Le dissident saoudien Omar Abdulaziz affirme que son téléphone a été piraté alors qu'il aurait discuté à plusieurs reprises avec Khashoggi de sujets sensibles. Un analyste turc affirme pour sa part que Khashoggi aurait prévenu des membres des Frères musulmans qu'ils étaient espionnés par le pouvoir saoudien.
La police turque fouille la résidence du consul général saoudien, le 17 octobre. Le même jour, le consulat est fouillé à nouveau.
Le 17 octobre, The New York Times rapporte qu'un proche du prince héritier a participé à l'assassinat. Le Yeni Şafak, qui dit avoir eu accès à des enregistrements, affirme que le journaliste a eu les doigts coupés puis a été décapité. Pour sa part, le Middle East Eye, qui affirme avoir également eu accès aux enregistrements, ajoute que le journaliste n'a pas été interrogé mais torturé puis démembré vif tandis que son bourreau — qui serait un médecin — écoutait de la musique,.
Le 18 octobre, l'un des membres du commando décède, officiellement dans un accident de voiture. Par ailleurs, la presse du régime saoudien présente les membres du commando comme de « simples touristes ». Pour sa part, le New York Times affirme que les autorités saoudiennes comptent faire porter la responsabilité de l'opération au général Ahmed Assiri haut responsable du renseignement afin de dédouaner Mohammed ben Salmane,. Par ailleurs, la police turque procède à des fouilles dans la forêt de Belgrad, à Marmara.
Le 20 octobre, l'Arabie saoudite confirme la mort de Jamal Khashoggi le 2 octobre dans le consulat d'Istanbul et limoge le général Ahmed Assiri conseiller de haut rang à la cour royale ainsi que Saoud al-Qahtani, responsable média et homme clé de l'entourage du prince héritier. 18 personnes sont arrêtées au même moment par le royaume : les 15 personnes du commando arrivées de Riyad et 3 employés du consulat,. Ali Shihabi, proche des cercles du pouvoir saoudien, estime que la mort a eu lieu par « étranglement et pas à une rixe à coups de poing ». Les autorités saoudiennes affirment ne pas savoir ce qu'il est advenu du corps, ajoutant qu'il a été confié à un « opérateur local ».
Le même jour, Ömer Çelik, ministre des Affaires européennes du gouvernement turc, fait la première déclaration officielle turque : « Nous ne blâmons personne de manière préemptive mais nous n'autoriserons pas non plus une dissimulation ».
Le 21 octobre, l'Arabie saoudite change de version et affirme que la mort aurait eu lieu alors qu'une discussion visait à « négocier de façon pacifique » le retour au pays de Jamal Khashoggi et aurait « mal tourné ». Le jour même, Hatice Cengiz est placée sous protection policière.
Le 22 octobre, le Yeni Şafak affirme que Mohammed ben Salmane aurait parlé au téléphone avec Khashoggi, peu avant son exécution et alors qu'il était détenu au consulat. Un des membres du commando a également quitté le consulat en portant les habits de la victime. Le jour même, un véhicule diplomatique saoudien est retrouvé abandonné sur un parking.
Le 23 octobre, Sky News affirme que des restes du corps auraient été retrouvés dans le jardin du consulat. Le jour même, Reuters affirme que Saoud al-Qahtani, conseiller de Mohammed ben Salmane, aurait supervisé les opérations via Skype et aurait demandé aux membres du commando de lui apporter la tête de Khashoggi.
Le 25 octobre, l'Arabie saoudite admet que le meurtre de Jamal Khashoggi était prémédité.
Le 26 octobre, le parquet turc lance une procédure d'extradition des 18 suspects saoudiens. Le lendemain, Adel al-Joubeir, ministre saoudien des Affaires étrangères, refuse cette demande.
Le 31 octobre, le procureur général turc affirme que le journaliste a été étranglé puis son corps démembré. Le jour même, la presse turque révèle que des employés consulaires auraient détruit des documents le lendemain de l'assassinat.
Le 1er novembre, citant un responsable turc anonyme, The New York Times affirme que le corps aurait pu être dissout dans de l'acide.
Le 5 novembre, des responsables turcs et le quotidien Sabah révèlent qu'une équipe de nettoyage de deux personnes, dont un chimiste, aurait détruit les preuves entre le 12 et le 17 octobre. La police turque ne recevra finalement la permission d'investiguer le consulat avec l'accord des autorités saoudiennes que les 15 et 16 octobre, et la résidence du consul que le 17 octobre. 
Le 8 novembre, une source policière révèle que de l'acide fluorhydrique a été utilisé pour dissoudre le corps. Le 10 novembre, Sabah affirme que le corps dissout aurait été jeté dans les canalisations.
Le 13 novembre, The Daily Sabah affirme que le commando transportait des scalpels, des ciseaux, des instruments servant à donner des chocs électriques, des agrafeuses, des seringues dans leurs bagages tandis que The New York Times affirme que des sources du renseignement américain estiment que l'un des membres du commando téléphone à une personne, en lui demandant de prévenir son « patron », qui serait MBS, du succès de l'opération.
Le 15 novembre, le parquet saoudien affirme que le journaliste a été drogué avant d'être tué. Dédouanant le prince héritier de tout rôle, le procureur général saoudien requiert la peine de mort à l'encontre de cinq accusés (dont les noms ne sont pas communiqués). La diplomatie turque juge les explications « insuffisantes ».
Le 16 novembre, selon le quotidien turc Hürriyet, un journal proche du pouvoir turc, il existe des enregistrements qui contredisent les conclusions de la justice saoudienne. Notamment 15 minutes de conversations avant le meurtre démontrant la préméditation, et des appels téléphoniques internationaux passés par le commando.
Le 17 novembre, The Washington Post affirme que la CIA a conclu que le prince héritier saoudien Mohammed ben Salmane Al Saoud était le commanditaire de l'assassinat du journaliste Jamal Khashoggi à Istanbul. La CIA est parvenue à ces conclusions en se fondant sur le renseignement, notamment des appels téléphoniques entre le frère du prince héritier, Khaled ben Salmane, ambassadeur d'Arabie saoudite aux États-Unis, et Jamal Khashoggi,.
Le 21 novembre, le journal turc Hürriyet affirme que la CIA posséderait un enregistrement qui montre que le prince héritier aurait demandé à « faire taire » le journaliste.
Le 22 novembre, Régis Le Sommier, directeur adjoint de Paris Match, affirme avoir eu accès à des photos extraites de l'enregistrement qui montreraient le corps sur un chariot élévateur pendant son démembrement.
Le 27 novembre, The Washington Post avance que l'équipe de frappe saoudienne qui a assassiné Jamal Khashoggi fait partie d'une force d'action rapide dirigée par la cour du royaume ; celle-ci est déjà constituée depuis 18 mois pour chasser et kidnapper les dissidents du royaume à l'étranger et en Arabie saoudite. Nombreux sont ceux qui restent détenus dans les prisons secrètes du royaume pour y être interrogés.  
Le 5 décembre, un procureur turc émet deux mandats d’arrêt contre deux responsables saoudiens, proches de Mohammed ben Salmane, Ahmed Assiri et Saud al-Qahtani impliqués dans le meurtre de l'éditorialiste saoudien,. 
Le 26 janvier 2019, l'ONU ouvre une enquête sur l'assassinat du journaliste dont les conclusions et préconisations seront présentées au Conseil des droits de l'homme de l'ONU lors de la session de juin 2019. Le 28 janvier, la rapporteuse spéciale des Nations unies, Agnès Callamard, arrive en Turquie. Le 7 février, elle accuse des officiels saoudiens d'avoir commis l'assassinat.
Le 14 février, les médias turcs révèlent qu'un complice turc aurait aidé à se débarrasser du corps, qui aurait été brûlé.
Le 15 mars, l'Arabie saoudite rejette des appels internationaux à une enquête internationale.
Le 18 mars, The New York Times révèle que le chef du commando aurait réclamé une « prime de performance » à ses supérieurs. Le prince héritier aurait également avalisé une campagne d'enlèvement, de torture et d'assassinat d'opposants.
Le 28 mars, Callamard recommande à l'Arabie saoudite des procès publics pour les accusés pour des raisons de transparence.
Le 29 mars, le Washington Post révèle que les membres du commando saoudien qui a exécuté Jamal Khashoggi avaient participé à une formation aux États-Unis,.
Le 2 avril, The Washington Post révèle que le régime saoudien aurait indemnisé la famille du journaliste sous forme de maisons et de plusieurs millions de dollars.
Le 4 avril, on apprend que des diplomates français, américains, britanniques, russes et turcs assistent aux procès. Assiri a comparu mais pas Qahtani.
Le 19 avril 2019, deux personnes accusées d'espionnage au profit des Émirats arabes unis et de complicité dans l'assassinat sont arrêtés en Turquie. L'un d'eux se suicide le 29 avril en prison.

## Liste des membres du commando saoudien
Les presses turque et américaine publient la liste des quinze membres du commando saoudien accusé d'avoir perpétré l'assassinat,, :
- Maher Abdelaziz Mutreb (47 ans) (arabe : ماهر عبد العزيز مطرب) : agent de Mohammed ben Salmane, visible sur plusieurs photos avec ce dernier, il serait le chef du commando[97] ;
- Salah Mohammed Al-Tubaigy (47 ans) (arabe : صلاح محمد الطبيقي) : médecin légiste, responsable de la médecine légale au département de la sécurité générale d'Arabie saoudite, président de l'ordre saoudien des médecins légistes et membre de l'association saoudienne de médecine légale, celui qui aurait démembré le journaliste ;
- Abdelaziz Mohammed Al-Hasawi (31 ans) (arabe : عبد العزيز محمد الحساوي) : membre de la garde royale ;
- Thaer Ghaleb Al-Harbi (39 ans) (arabe : ثائر غالب الحربي) : membre de la garde royale, promu l'année passée au rang de lieutenant pour sa bravoure dans la défense du palais du prince Mohammed ben Nayef à Djeddah [98],[99];
- Mohammed Saad Al-Zahrani (30 ans) (arabe : محمد سعد الزهراني) : membre de la garde royale ;
- Meshal Saad Al-Bostani (31 ans) (arabe : مشعل سعد البستاني) : membre de l'armée de l'air, décédé dans un accident de voiture le 18 octobre[38] ;
- Naif Hassan Al-Arifi (32 ans) (arabe : نايف حسن العريفي) : membre des forces spéciales ;
- Moustapha Mohammed Al-Madani (57 ans) (arabe : مصطفى محمد المدني) : officier des services secrets, doublure physique de Jamal Khashoggi quittant le consulat saoudien par la porte de derrière, habillé avec les vêtements de Khashoggi, ses lunettes, portant une fausse barbe et une paire de chaussures différentes. Le même homme est filmé à la Mosquée bleue afin d'essayer de montrer que Jamal Khashoggi aurait quitté le consulat vivant[100],[101],[102] ;
- Mansûr Othmân Abahussein (46 ans) (arabe : منصور عثمان أباحسين) : militaire, membre des services secrets ;
- Waleed Abdallah Al-Shehri (38 ans) (arabe : وليد عبد الله الشهري) : membre de l'armée de l'air ;
- Tourki Moucharraf Al-Shehri (36 ans) (arabe : تركي مشرف الشهري) : pas d'information ;
- Fahad Shabib Al-Balawi (33 ans) (arabe : فهد شبيب البلوي) : membre de la garde royale ;
- Saïf Saad Al-Qahtani (45 ans) (arabe : سيف سعد القحطاني) : agent de Mohammed ben Salmane ;
- Khaled Aedh Al-Taibi (30 ans) (arabe : خالد عايض الطيبي) : membre de la garde royale ;
- Bader Lafi Al-Otaibi (45 ans) (arabe : بدر لافي العتيبي) : pas d'information.

Le 23 décembre 2019, cinq d'entre eux sont condamnés à mort. Le 7 septembre 2020, leur peine est commuée en vingt ans de prison. Un total de huit personnes liées au meurtre ont été condamnées à la prison. Leurs peines allant de 7 à 20 ans. L'Arabie saoudite n'a pas divulgué leurs noms. Plusieurs membres du commando avaient été formés aux États-Unis.
Le 7 décembre 2021, Khaled Aedh Al-Taibi, un ancien membre de la Garde royale d’Arabie Saoudite soupçonné d'implication dans le meurtre de Khashoggi a été arrêté à l'aéroport Charles de Gaulle près de Paris, mais il est indiqué le lendemain qu'il s'agit en fait d'un homonyme,.

## Fausses pistes
L'affaire est émaillée de fausses pistes. 
D'abord, l'enregistrement des conversations dans le consulat avec la montre Apple Watch 3 portée par Khashoggi, reliée à l'iPhone confié à sa fiancée restée à l'extérieur du consulat. Les assaillants auraient essayé de deviner le code, avant d'utiliser l'empreinte digitale de Khashoggi pour débloquer la montre et supprimer certains fichiers. Or l'Apple Watch n'utilise pas de système Touch ID contrairement à l'iPhone, lequel était resté à l'extérieur et aurait été nécessaire pour débloquer l'Apple Watch. De plus la fonction enregistrement n'est pas native dans une montre Apple, seulement accessible avec des applications de fournisseurs externes. Pour être transférée de la montre vers le téléphone à la fin de l'enregistrement, Khashoggi aurait eu besoin d'une connexion Bluetooth, qui s'avère de portée très limitée. En deuxième lieu, la connexion mobile pourrait aussi être envisagée pour un transfert de l'enregistrement vers iCloud. Elle n'est cependant pas possible en Turquie avec cette version de montre. Il est donc très vraisemblable que la version de la montre enregistreuse a été évoquée pour masquer l'usage d'autres modes de renseignements par les services turcs (système d'écoutes). L'écoute électronique d'une mission étrangère enfreint alors la convention de Vienne.
Ensuite, l'assassinat. Des sources officielles turques, non divulguées, ont d'abord affirmé que Jamal Khashoggi avait été torturé et démembré vivant, puis tué par une injection mortelle. Cette version a été contredite par la version officielle turque postérieure du 31 octobre 2018, qui fait état d'une strangulation dès l'entrée dans le consulat, qui entraîne la mort, puis du démembrement de la victime une fois mise à nu. Les officiels saoudiens ont d'abord nié l'assassinat, puis allégué d'un meurtre non prémédité après une rixe, et finalement reconnu le meurtre pour lequel ils blâment une initiative de voyous et non contrôlée dirigée par Ahmad al-Assiri et Saud al-Qahtani. Par la suite, le procureur saoudien reconnaît que le journaliste a été drogué, tué puis démembré. 
Enfin, l'évacuation du corps depuis le consulat. Les officiels saoudiens disent que le corps a été enlevé entier enroulé dans un tapis et confié à un collaborateur local, puis démembré comme rappelé précédemment. À l'inverse, les sources officielles turques affirment que le corps a été découpé en morceaux puis mis dans cinq valises. Selon ces sources, le corps morcelé est éliminé dans la résidence du consul, distante de 200 m, par le trempage dans un bain d'acide fluorhydrique ou bien caché dans le puits du jardin de la résidence, ou une combinaison de ces deux méthodes selon les révélations d'un officiel turc à la presse le 8 novembre. Des traces d'acide auraient en effet été retrouvées au fond du puits de la résidence et dans les égouts jouxtant la maison du consul. Plus de deux mois après l'assassinat, aucun reste du corps n'a encore été localisé, malgré les demandes répétées pour sa restitution, de la part de la famille, d'officiels des États-Unis, comme du président turc Erdoğan. Selon les auteurs turcs du livre Diplomatic Atrocity: The Dark Secrets of the Khashoggi Murder, tout indique que le corps se trouve dans le puits de la résidence du consul d'Istanbul, mais il pourrait être aussi dans d'autres parties de la résidence. Le corps pourrait avoir été placé dans le puits après qu'il avait été isolé de l'eau par une enveloppe plastique. Les officiels turcs ont pu prélever de l'eau du puits, ce qui n'a pas produit de résultats, mais se sont toujours vu refuser par Riyad le droit de vider le puits pour y conduire des recherches à l'intérieur. 
Par ailleurs, l'utilisation d'un sosie, membre du commando de Riyad, Mustafa al-Madani, qui se promène dans la ville d'Istanbul l'après-midi de la disparition de Jamal Khashoggi, accrédite la thèse de la préméditation. Ce sosie est vêtu des mêmes affaires que le journaliste, des mêmes lunettes de vue et porte selon toute vraisemblance une fausse barbe ; seules ses chaussures diffèrent de celles de la victime. Il se serait plaint que les chaussures du journaliste étaient trop petites pour lui. Il sera autorisé à utiliser ses propres baskets plutôt que les chaussures modèle Derby de la victime. Cet individu est filmé par une caméra de vidéosurveillance en sortant du consulat par la porte arrière. Il sera filmé plus tard à la Mosquée bleue, haut lieu touristique d'Istanbul, avant de se changer dans des toilettes publiques pour remettre les habits qu'il utilisait le matin à l'entrée dans le consulat. Al-Madani est de même âge et corpulence que le journaliste. Il ne sera présent au consulat que quelques heures avant l'arrivée de Khashoggi puis quelques heures après. Il repart pour Riyad le soir même. Ce point confirme que le commando saoudien avait connaissance que les environs du consulat et que différents points de la ville étaient sous vidéosurveillance, qu'il souhaitait leurrer les caméras en faisant croire à la sortie du journaliste vivant. Pour les renseignements turcs, il confirme bien la préméditation du meurtre, car si le commando saoudien avait eu l'intention d'interroger le journaliste voire de le ramener vivant en Arabie saoudite, le choix d'un sosie n'était pas nécessaire. Le changement de chaussures contribuera à confirmer l'existence du complot aux enquêteurs turcs.

## Écoutes et vidéosurveillance
L'assassinat s'est produit dans le huis clos du consulat d'Arabie saoudite à Istanbul. Les écoutes et les images de vidéosurveillance sont au cœur des preuves à charge contre les exécutants et commanditaires du crime. Elles sont égrainées au fil des jours et témoignent de l'état des technologies à disposition des services de renseignement. Les écoutes du consulat révélées par les services turcs proviennent de différentes localisations, sans que le moyen d'obtention n'ait été divulgué.  

### Avant l'assassinat au consulat
- l'enregistrement d'un échange entre Mohammed ben Salmane et un de ses proches conseillers Turki-Al-Dakhil en septembre 2017, où il déclare qu'il utiliserait une balle contre le journaliste, si celui-ci ne se résolvait pas à rentrer en Arabie Saoudite et à cesser de critiquer le royaume. Les services de renseignements américains, qui ont intercepté ce message, y voient une intention explicite d'éliminer Jamal Khashoggi[121].
- l'enregistrement d'un appel entre Mohammed ben Salmane et son frère Khaled, ambassadeur du royaume saoudien aux États-Unis, lui demandant de mettre sous silence Jamal Khashoggi « aussi vite que possible » (origine : renseignement des États-Unis, CIA). Cet enregistrement aurait été confirmé par la directrice de la CIA, Gina Haspel ; elle témoigne d'un enregistrement audio hautement incriminant pour le pouvoir saoudien, lors de sa visite à Ankara en octobre 2018[122].
- l'enregistrement d'un échange téléphonique entre Khaleb ben Salmane et Jamal Khashoggi, où l'ambassadeur aurait indiqué au journaliste qu'il ne lui arriverait rien s'il se rendait au consulat d'Istanbul (origine : CIA)[123],[124].

### Dans le consulat
- un enregistrement audio d'écoute d'une durée de 15 minutes est réalisé au consulat, un quart d'heure avant l'arrivée de Jamal Khashoggi dans l'établissement. Il décrirait comment l'équipe saoudienne va procéder à l'exécution. Celle-ci est minutieusement agencée. Chacun se voit rappeler sa mission respective lors de la réunion préparatoire (origine : renseignement turc)[125]. «Nous lui dirons que nous allons l'emmener à Riyad. S'il refuse, nous le tuerons ici et nous nous débarrasserons du corps », selon l'enregistrement des propos de Maher Mutreb à Muhammed al-Tubaigy, deux des principaux responsables de l'escouade[99],[115].
- un enregistrement audio d'écoute réalisé dans l'enceinte diplomatique à l'arrivée de Jamal Khashoggi. Il témoigne que le journaliste est appréhendé immédiatement après son entrée dans l'édifice par 4 membres de l'unité A de l'équipe de choc. Une querelle survient dans le département visas du consulat gravée durant 7 minutes d'enregistrement. Le journaliste est alors conduit par les assaillants vers l'unité B, qui l'attend dans le département administratif ; des bruits de querelle verbale, de lutte physique, de coups et de torture sont alors perceptibles dans la suite de l'enregistrement d'une durée de 4 minutes. Jamal Khashoggi est enfin conduit dans l'unité C, le bureau du consul, localisé au deuxième étage. Il lui est demandé d'envoyer un message à son fils Salah : "Mon fils, je suis à Istanbul. Ne t'inquiète pas si tu ne reçois pas de mes nouvelles pendant quelque temps". Jamal Khashogi refuse[99]. Les tueurs couvriront alors la tête de Jamal Khashoggi d'un sac plastique jusqu'à ce qu'il décède quelques minutes plus tard (première bande audio - origine : renseignement turc)[99],[125],[126]. La bande son enregistre ensuite des bruits de scie qui confirment que le corps du journaliste a été démembré[127]. La transcription de l'enregistrement indique en clair qu'il ne s'agit pas d'une tentative d'appréhender Jamal Khashoggi qui aurait mal tourné, mais bien de l'exécution d'un plan prémédité pour exécuter le journaliste, où Riyad est tenu informé à chaque étape de son déroulement[128].
- cet enregistrement audio d'une durée totale de 11 minutes sera suivi d'un silence d'une heure et quart, au cours duquel les services de renseignement turcs suspectent le recours à des brouilleurs de fréquences par l'équipe de frappe saoudienne . On entend alors trois fonctionnaires saoudiens descendre les escaliers, l’un d’eux verrouiller la porte de l’unité A et l’autre effacer les images de la caméra de sécurité avant de retirer les disques durs[126].
- l'enregistrement des appels internationaux donnés par l'équipe de choc pendant le meurtre de Jamal Khashoggi afin de décrire le déroulement durant l'opération très violente[127]  : 19 appels sont émis depuis le bureau du consul, le premier a lieu seulement 13 minutes après l'entrée de Khashoggi dans l'enceinte diplomatique. Il a pour origine Mutreb, le leader de l'équipe de frappe du consulat. Celui-ci appelle Saoud al-Qahtani en Arabie saoudite (seconde bande audio - origine : renseignement turc)[125]. Qahtani s'est servi du Centre d'études et de relations avec les médias de la cour royale (CSMARC), le département des médias de la cour, pour organiser le meurtre (origine : document CIA)[129].

### En Arabie saoudite
- la détection d'au moins onze messages envoyés par le prince héritier Mohammed ben Salmane à son proche conseiller Saoud al-Qahtani, qui supervise l'opération turque, dans les heures qui précèdent et celles qui suivent l'assassinat (origine : CIA)[130]. La CIA déclare ignorer le contenu des messages, mais affirme avec un degré de certitude « moyen à élevé » que le prince « ciblait personnellement » Khashoggi et « a probablement ordonné sa mort »[131],[132].

La suite de l'enquête révèlera que les services de renseignement saoudiens ont aussi procédé à des écoutes, dès les mois qui précèdent l'assassinat de Jamal Khashoggi : Les messages privés de l'opposant sur WhatsApp devaient être lus en direct par les services de renseignement du royaume. L'examen du téléphone portable du dissident saoudien Omar Abdulaziz résident au Canada, avec lequel Jamal Khashoggi a échangé durant l'année précédant son élimination, montre qu'il a été piraté par un logiciel espion de niveau militaire, c'est-à-dire considéré comme une arme en raison de ses capacités très intrusives, dénommé Pegasus. Ce logiciel espion est développé depuis 2010 par la société israélienne NSO Group. Le mouchard informatique a été déployé à la demande du gouvernement saoudien, affirme Bill Marczak, chercheur du Citizen Lab de l'Université de Toronto,. Ce seront près de 400 messages échangés entre Omar Abdulaziz et Jamal Khashoggi qui seront interceptés. À la lecture des messages, Jamal Khashoggi débat sur un ton beaucoup moins retenu que lors de ses interventions publiques. Mohammed ben Salmane y est décrit comme une « bête », un « Pac-Man » qui dévore tout sur son passage, y compris ses partisans. Le contenu des échanges porté à la connaissance des services saoudiens pourrait avoir été un mobile du meurtre, en particulier l'intention du duo de créer un mouvement de protestation en ligne de la jeunesse saoudienne, une « armée électronique ». Ce mouvement devait faciliter la dénonciation sur les réseaux sociaux des exactions, atteintes aux droits de l'homme du royaume, et contrer la propagande d'État,. Le programme du duo prévoyait l'envoi de cartes SIM étrangères aux dissidents retournant en Arabie saoudite, afin qu'ils puissent tweeter sans être repérés ; il devait être assorti d'un soutien financier avec l'argent collecté auprès de riches donateurs. Ils apprendront la mise au jour de leur plan par les officiels saoudiens au début du mois d'août 2018, mais sans en connaître l'origine de façon certaine. À cette époque, ils témoignaient déjà de leur préoccupation. En 2017, l'Arabie saoudite aura dépensé 55 millions d'USD pour l'utilisation du logiciel de cyberespionnage selon des sources journalistiques israéliennes. Cette somme aura été utilisée tant pour combattre l'extrémisme que les dissidents du Royaume à l'image de Khashoggi,.

### La vidéosurveillance
La vidéosurveillance dans l'enceinte du consulat a été sujet à débat :
- Le prince Khalid, frère du prince ben Salmane et ambassadeur aux États-Unis, a d'abord indiqué que les preuves vidéos de la sortie de Khashoggi du consulat ne pouvaient être produites, car les caméras diffusaient seulement en mode direct au lieu d'enregistrer les séquences vidéo du fait d'un dysfonctionnement du système[138]. Cette version des faits rapportée dès le début de l'affaire lors d'un échange direct avec le président de la commission des Affaires étrangères du Sénat américain, Bob Corker, a été mis en brèche par la suite. L'implication personnelle du prince Khalid dans la tentative saoudienne de dissimulation des suites du meurtre lui vaut, au 7 décembre 2018, la demande d'expulsion des États-Unis du Congrès américain au Département d'État[139].

La vidéosurveillance à l'extérieur du consulat : 
- Les caméras de surveillance turques placées à l'extérieur de l'enceinte diplomatique confirment que Jamal Khashoggi n'est jamais ressorti vivant du bâtiment, conformément à ce qu'affirmait sa fiancée qui l'a attendu à l'extérieur de l'édifice jusque tard dans la nuit ce jour-là. Le prince Mohammed ben Salman en personne avançait le contraire lors un entretien à l'agence Bloomberg le 5 octobre[42].
- Le 6 octobre, un membre du consulat saoudien tente d'accéder au système de vidéosurveillance du poste de police turc donnant sur le bâtiment. Il entre un code digital, non pour démonter les caméras mais pour empêcher tout accès aux vidéos qui pourraient montrer le journaliste en train d'accéder au consulat. Al Jazeera affirme que la police turque a bien récupéré une copie de cette vidéo avant que le fonctionnaire saoudien n'ait pu verrouiller le système[140].

La vidéosurveillance à la résidence du consul : 
- Des images de vidéosurveillance montrent trois hommes transportant deux gros sacs sombres et cinq valises à l'intérieur de la résidence du consul saoudien, le 2 octobre vers 15 h 20, soit un plus de deux heures après l'entrée de Jamal Khashoggi dans le consulat[141]. La chaîne de télévision turque A Haber diffuse l'enregistrement le 30 décembre 2018. Elle affirme que le corps démembré du journaliste se trouvait dans les valises et les sacs. Ils auraient été transportés dans une camionnette initialement stationnée devant le consulat, et acheminés dès le forfait perpétué jusqu'à l'intérieur de la résidence du consul[142].

## Réactions

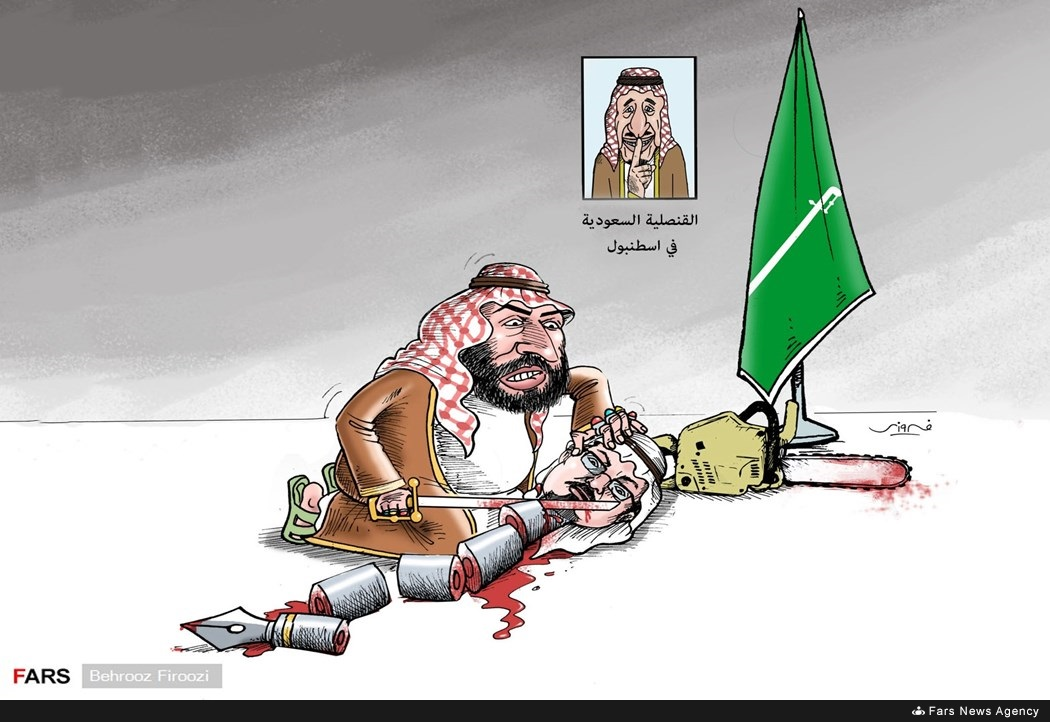
Dessin de l'agence de presse iranienne Fars news.

Les réactions des pays occidentaux sont mesurées afin de préserver leurs relations économiques et militaires avec le royaume saoudien. Certains médias soulignent le contraste entre l'ampleur des réactions des puissances occidentales dans l’affaire Skripal, qui a conduit à la plus grande expulsion de diplomates russes de l’Occident depuis la fin de la guerre froide et leur retenue vis-à-vis de l'Arabie saoudite à propos du cas « plus choquant et prouvable » du journaliste assassiné Jamal Khashoggi.
Le 12 octobre, Donald Trump, le président américain, fait savoir qu'il estime que l'Arabie saoudite serait impliquée dans la disparition du journaliste. Il annonce également que si cela est prouvé, les États-Unis réagiraient en « infligeant un châtiment sévère » aux autorités saoudiennes, mais exclut toute limitation des ventes d’armes au royaume wahhabite,. Le 15 octobre, celui-ci formule l'hypothèse de tueurs hors de contrôle. Le 20 octobre, il dit juger les explications saoudiennes crédibles et déclare « préférer que nous n'utilisions pas, comme représailles, l'annulation de l'équivalent de 110 milliards de dollars de travail, ce qui veut dire 600 000 emplois ».
Le même jour, le président français, Emmanuel Macron, affirme, pour sa part, que « les faits sont très graves » et qu'il souhaite « que la vérité et la clarté soient établies »,.

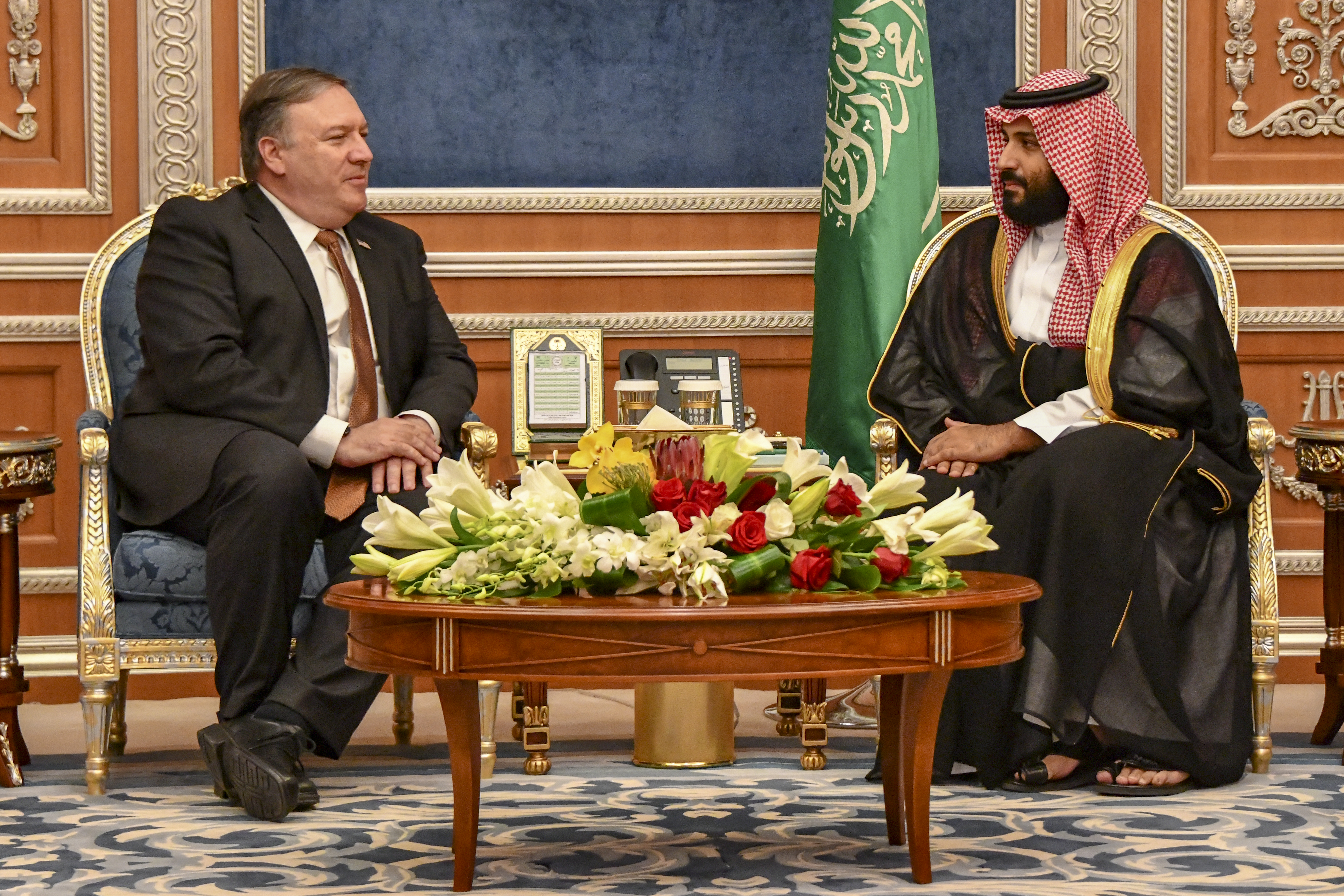
Le 16 octobre 2018 à Riyad, rencontre entre le secrétaire d'État américain Mike Pompeo et le prince saoudien Mohammed ben Salmane pour discuter du cas Khashoggi.

Le 13 octobre, Christine Lagarde, directrice générale du Fonds monétaire international (FMI), annonce qu'elle est « horrifiée » par cette affaire, mais ira à Ryad. Le 17 octobre, elle fait savoir que finalement elle n'ira pas au sommet économique « Davos du désert » de Riyad. Le ministre néerlandais des Finances, Wopke Hoekstra, fait également savoir qu'il annule sa visite.
Plusieurs manifestations de protestation ont lieu, notamment le 10 octobre devant l'ambassade d'Arabie saoudite aux États-Unis.
Le 18 octobre, Christophe Deloire, secrétaire général de Reporters sans frontières, dénonce un « crime d'État d’un autre âge. On pensait cet âge presque révolu mais avec l'affaiblissement des démocraties, les régimes autocratiques se sentent de plus en plus légitimés, même dans leurs actes les plus vils ». Pour Sarah Leah Whitson, directrice de la section MENA de Human Rights Watch, qui s'exprime le 18 octobre, « si l'Arabie saoudite est responsable de la disparition de Khashoggi et peut-être de son assassinat, les États-Unis, le Royaume-Uni, l'Union européenne et d'autres alliés de ce pays doivent réviser fondamentalement leurs relations avec des autorités dont le comportement ressemble à celui d'un régime-voyou ». Amnesty International, Human Rights Watch, Reporters sans frontières, le Comité pour la protection des journalistes, ainsi que la famille Khashoggi, appellent à une enquête internationale. Le 20 octobre, Audrey Azoulay, directrice générale de l'UNESCO, a « condamné fermement l'assassinat ».
Le 21 octobre, dans un communiqué commun, les chancelleries françaises, britanniques et allemandes appellent à des « clarifications urgentes » tandis que Donald Trump « évoque tromperies et mensonges ». Pour sa part, le Canada « condamne le meurtre » du journaliste. 
Le 22 octobre, la chancelière allemande Angela Merkel annonce la suspension de ventes d'armes aux Saoudiens, et appelle les autres pays européens à faire de même. L'Allemagne est le premier pays à prendre une sanction contre l'Arabie Saoudite. Emmanuel Macron déclare qu’il ne veut pas remettre en cause les ventes d’armes à Riyad, affirmant que « c’est pure démagogie que de dire d’arrêter les ventes d’armes » tandis qu'un mois plus tard, le Danemark et la Finlande, emboîtant le pas à l'Allemagne, annoncent suspendre ses ventes d’armes à l’Arabie saoudite.
Le 23 octobre, le président turc, Recep Tayyip Erdoğan, confirme l'essentiel des révélations de la presse, ajoute que l'assassinat était « politique, était planifié », et appelle à juger les coupables en Turquie. Le 24 octobre, le prince Mohammed ben Salmane qualifie les faits de « crime haineux qui ne peut être justifié ».
Le 24 octobre, le président iranien, Hassan Rohani, déclare dans une allocution retransmise par la télévision d'État iranienne que le « meurtre odieux » du journaliste saoudien Jamal Khashoggi serait impensable sans le soutien des États-Unis.

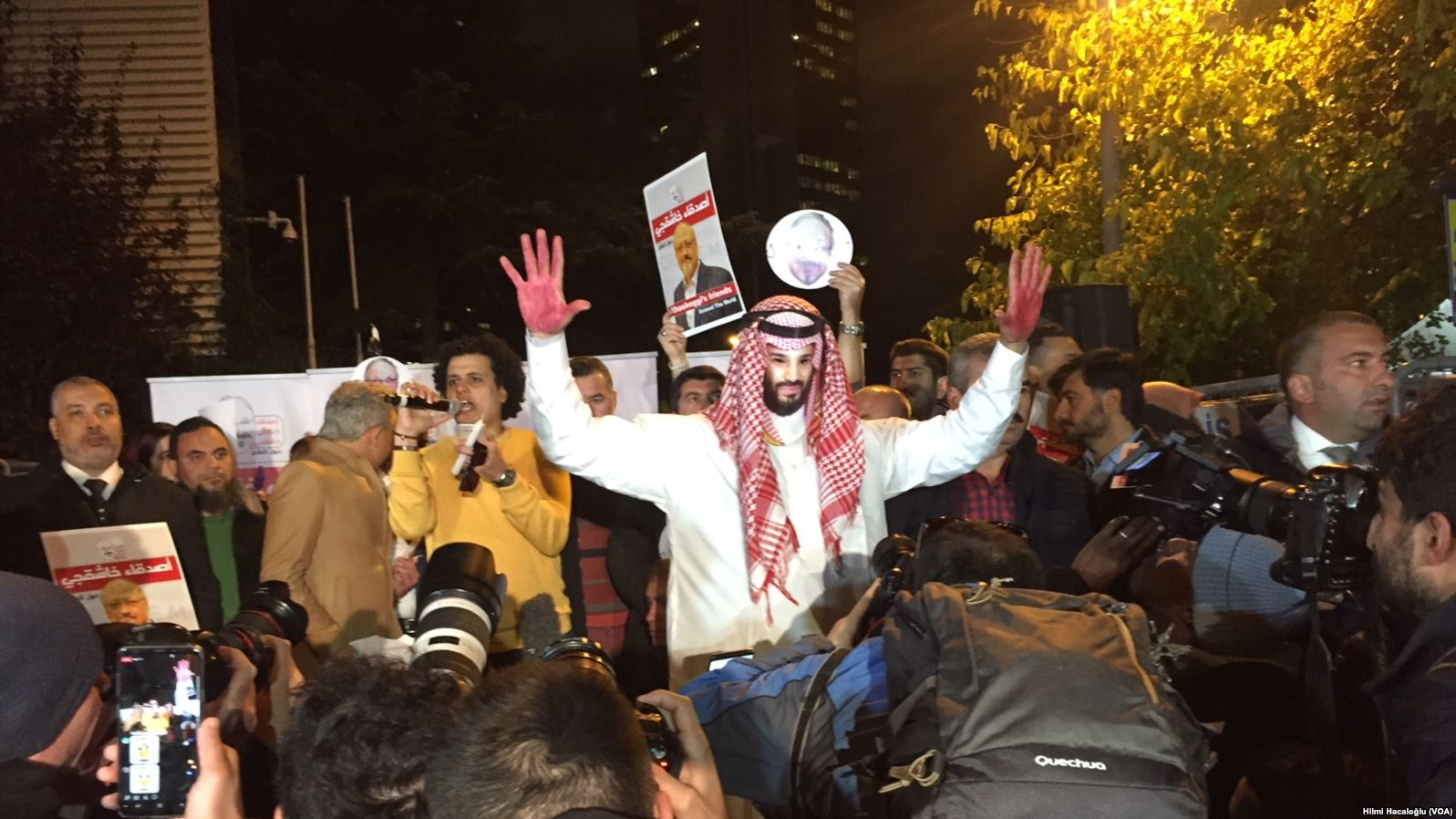
Manifestation suivant l'assassinat de Jamal Khashoggi devant le consulat d'Arabie saoudite à Istanbul le 25 octobre 2018.

Le 25 octobre, Agnès Callamard, rapporteur spécial de l'ONU sur les exécutions extrajudiciaires, estime qu'il s'agit d'une « exécution extrajudiciaire » de la part du régime saoudien, et qu'au vu du rang des suspects, ce n'est pas un cas isolé.
Le 26 octobre, Hatice Cengiz, la fiancée de Khashoggi, appelle à punir les responsables.
Le 6 novembre 2018, un collectif d'artistes, comprenant Meryl Streep, J. K. Rowling et Zadie Smith, appelle l'ONU à enquêter sur l'affaire.

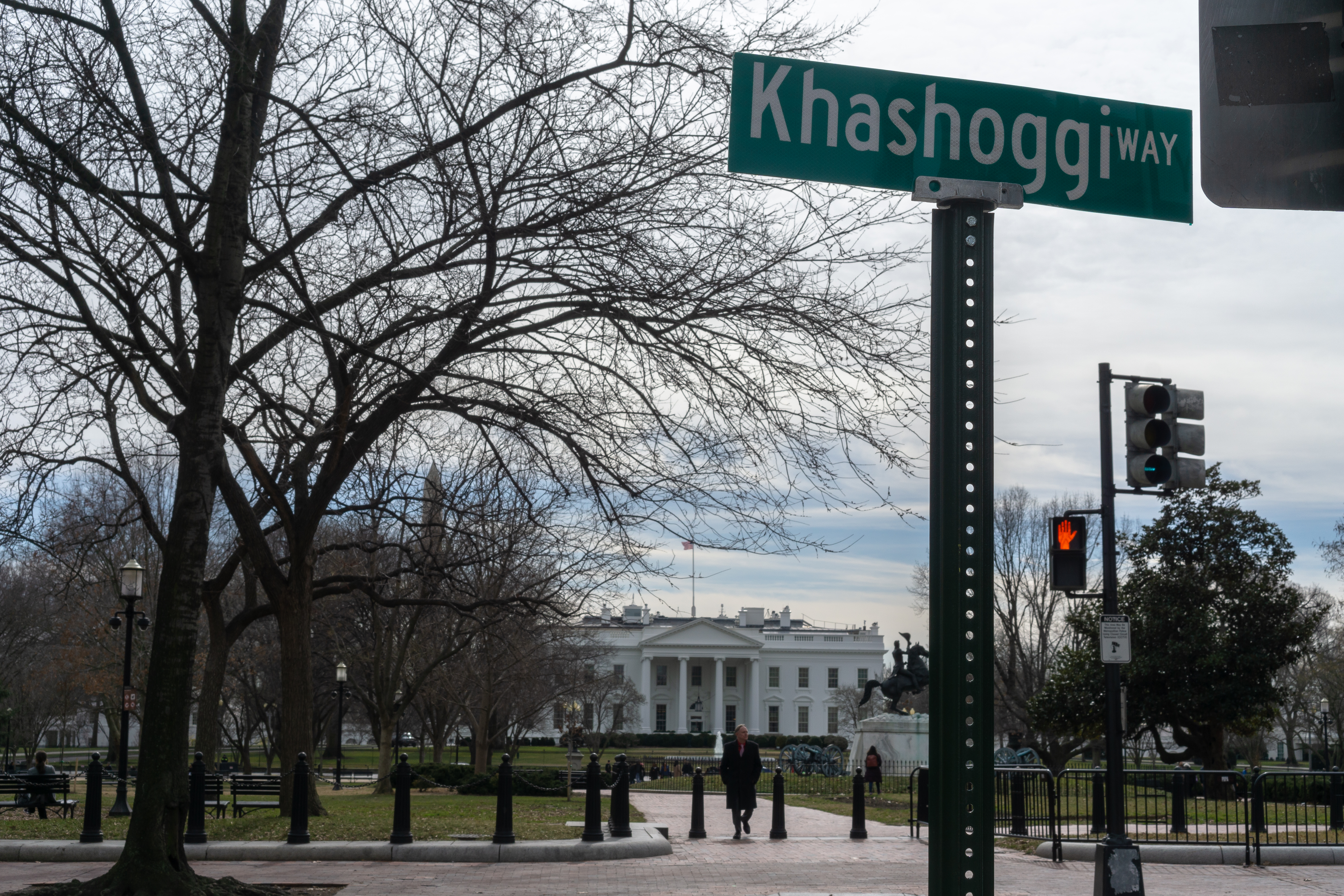
Avenue Khashoggi improvisée devant la Maison-Blanche.

Le 14 novembre, la Turquie réclame une enquête internationale, prérogative qui revient à l'un ou l'autre des deux pays. L'Arabie saoudite refuse une telle enquête. Le 16 novembre, une prière funéraire rassemblant des dizaines de milliers de fidèles a lieu en son honneur à Istanbul.
Le 20 novembre 2018, Donald Trump reconnait qu'il « se pourrait très bien que le prince héritier ait eu connaissance de cet événement tragique – peut-être et peut-être pas ». Cependant, un peu plus tard, il affirme que la CIA n'a « rien trouvé d'absolument certain ». Il affirme que même si le prince héritier était au courant du meurtre de Jamal Khashoggi, cela ne remettrait pas en cause l'alliance entre Washington et Ryad. À la question d’un journaliste qui lui demandait jeudi qui, selon lui, devrait être tenu pour responsable de la mort de Khashoggi, il répond : « Peut-être que le monde devrait être tenu pour responsable, parce que le monde est un endroit féroce ».
Le 23 novembre, le ministre turc des Affaires étrangères, Mevlüt Çavuşoğlu, accuse Trump de vouloir « fermer les yeux » au sujet de l'affaire.
Début décembre, les championnats du monde de parties d'échecs rapides & blitz 2018 initialement prévus en Arabie Saoudite sont déplacés à Saint-Pétersbourg, en Russie, du 25 au 31 décembre 2018, en réaction à cette affaire.
Le 11 décembre, le magazine américain Time nomme personnalité de l'année 2018 plusieurs journalistes tués ou emprisonnés durant l'année 2018 dont Jamal Khashoggi.
En Arabie saoudite, l’assassinat de Jamal Khashoggi est peu évoqué, le pouvoir rappelant que le fait de « répandre des rumeurs » et des « fake news » était passible de cinq ans de prison. La version officielle présente la disparition de Khashoggi comme étant soit une opération de « l’État profond » turc, soit un stratagème visant à salir la réputation de la monarchie, soit encore une conspiration des Frères musulmans.
Le 30 décembre 2018, un livre est publié sur l'assassinat de Jamal Khashoggi par deux journalistes turcs du Daily Sabah, intitulé Diplomatic Atrocity: The Dark Secrets of the Khashoggi Murder,.
En juin 2019, l'ONU indique avoir des « preuves crédibles » impliquant le prince héritier saoudien au meurtre de Jamal Khashoggi. Le rapport de l'ONU, menée par la Rapporteure spécial des Nations unies Agnès Callamard, conclut à la responsabilité de l'Arabie saoudite, en tant qu'État, dans l'assassinat de Jamal Khashoggi, et appelle la communauté internationale à mettre le prince héritier saoudien Mohamed Ben Salman sous sanctions, en gelant notamment ses avoirs personnels à l'étranger. Selon Agnès Callamard : « L'opération contre M. Khashoggi doit être comprise en relation avec une campagne organisée et coordonnée contre des journalistes, des femmes activistes, des princes et des hommes d’affaires. Au minimum, le prince héritier a cautionné ce comportement et permis la répétition et l’escalade de ces crimes. Il n’a pris aucune mesure pour prévenir ou punir les responsables. Le prince héritier a volontairement pris le risque que d’autres crimes, tels que l’assassinat de M. Khashoggi, soient commis, qu’il ait ou non ordonné directement le crime en question ». Le 25 juin, celle-ci participe à une table ronde avec la fiancée du journaliste et réclame une enquête internationale.
Le 26 septembre 2019, la chaîne PBS a dévoilé un extrait d'un documentaire dans lequel Mohammed ben Salmane a, pour la première fois, assumé la responsabilité du meurtre du journaliste Jamal Khashoggi en disant : « C'est arrivé sous ma direction. J'assume toute la responsabilité, parce que c'est arrivé sous ma direction ». Le documentaire complet sera diffusé le 1er octobre, la veille du premier anniversaire de la mort de Khashoggi, sur PBS.
Le 26 février 2021, dans un rapport rendu public à la demande du président américain Joe Biden, la direction du renseignement américain accuse Mohammed ben Salmane d’avoir « approuvé » l’opération contre Jamal Khashoggi.
En hommage à Jamal Khashoggi, une stèle a été installée en face du consulat saoudien d'Istanbul.

## Analyses
Selon la journaliste Christine Ockrent, cet assassinat « porte la marque de MBS », ce qui concorderait avec son tempérament et ses méthodes brutales. 
Pour Karim Sader, spécialiste des pays du Golfe, « cette affaire témoigne de la nervosité et de l’agressivité du prince héritier ainsi que de la brutalité de ses méthodes, et un tel excès de confiance ne peut venir que du sentiment d’impunité que lui procure le blanc-seing américain ».
Selon John Sawers, ancien directeur du Secret Intelligence Service (MI6), Mohammed ben Salmane a forcément un rôle dans l'élimination de Khashoggi, et la théorie d'un acte isolé ne tient pas.
Selon David Rigoulet-Roze, chercheur associé à l'Institut français d'analyse stratégique (IFAS), « les personnes qui ont été destituées sont des gages qui sont donnés à l'administration Trump pour proposer une version crédible. Ceux qui sont formellement incriminés sont juste en dessous du prince héritier ».
D’après Daniel Shapiro, membre de l'Institut israélien d'études stratégiques, l'assassinat de Khashoggi serait « un désastre pour Israël ». Selon lui, « ce meurtre, au-delà de son immoralité, montre le manque de fiabilité de l'Arabie saoudite dirigée par MBS (Mohammed ben Salmane) en tant que partenaire stratégique ». Il ajoute qu’Israël est confrontée à une nouvelle réalité : l'Arabie saoudite est devenue le maillon faible de la coalition régionale anti-Iran en raison de l’impulsivité, de l’imprudence et du manque de fiabilité du prince héritier, son dirigeant de facto.
Un grand nombre de journaux rappellent les affaires embarrassantes qui jettent une ombre sur la personnalité du prince ben Salmane, allant de la guerre au Yémen à l’assassinat d’un journaliste, en passant par la « prison dorée » du Ritz-Carlton, sans oublier la détention du président du Conseil libanais Saad Hariri,.
De nombreux journaux, comme le quotidien espagnol El Mundo et l'écrivain et poète marocain Tahar Ben Jelloun, font la comparaison entre la disparition de Jamal Khashoggi et celle du Marocain Mehdi Ben Barka, homme politique marocain, enlevé et disparu en 1965 dans des conditions très mystérieuses,.
Le 8 novembre 2018, Edward Snowden émet l'hypothèse que le journaliste aurait été espionné grâce au logiciel espion "Pegasus", vendu par l'entreprise de surveillance israélienne NSO Group.
Le dissident saoudien Omar Abdulaziz, réfugié au Canada et avec lequel Jamal Khashoggi a correspondu régulièrement pendant une année, pense devoir la vie sauve au fait d'avoir écouté le conseil de prudence de Jamal Khashoggi. Faute de le respecter lui-même, il lui en coûtera la vie. Au cours de la visite de deux émissaires du gouvernement saoudien au Canada en mai 2018, Omar Abdulaziz rapporte que ceux-ci ont tenté de le persuader de retourner au Royaume. Ils ont aussi insisté pour qu'il se rende à l'ambassade saoudienne d'Ottawa pour y récupérer des documents. Sur les remarques de Jamal Khashoggi, il n'en fera rien : « ll m'a dit de ne pas y aller et de ne les rencontrer que dans des lieux publics ». Le 2 octobre, Jamal Khashoggi franchissait la porte de son consulat d'Istanbul pour un funeste destin.
Le 9 février 2019, l'opacité entretenue par les autorités saoudiennes autour du procès devant une cour pénale à Riyad des 11 suspects du commando d'Istanbul fait craindre qu'elles se refusent à éclaircir le scandale, et à mettre en place des mesures qui empêcheraient une répétition de faits semblables. La date des audiences n'est pas divulguée, elles sont à huis clos, le bureau du procureur général ne publie pas de communiqué après l'audience. Par ailleurs les noms des onze suspects dont cinq sont passibles de la peine capitale à la requête du procureur général saoudien n'ont jamais été divulgués, ni même ceux de leurs avocats. On ignore si les suspects sont détenus durant leur procès et à quel endroit ils seraient détenus.

## Suites judiciaires
En 2019, à l’issue du procès organisé à huis clos à Riyad des membres exécutants du commando, huit agents des services de renseignement saoudiens sont condamnés à des peines allant de sept à vingt ans de prison. Les proches de MBS sont innocentés par la justice saoudienne.
En avril 2022, la justice Turque cède à la demande du royaume et abandonne le procès par contumace de vingt-six ressortissants saoudiens jugés depuis 2020.
Au printemps 2022, alors que les embargos liés à la guerre en Ukraine font que l’Occident a besoin des fournisseurs de pétrole et de gaz, le prince héritier rencontre les dirigeants du Royaume-Uni, de la Turquie, de la Grèce et des États-Unis. En juillet 2022, au moment où Mohammed Ben Salman est accueilli à Paris par Emmanuel Macron,,, deux ONG portent plainte auprès du tribunal de Paris, sur la base de la compétence universelle, pour complicité de torture et de disparition forcée. Les ONG estiment en effet que le fils du roi Salman ne bénéficie pas de l’immunité diplomatique. La rencontre à Paris contribue à la réhabilitation de Mohammed ben Salmane sur la scène internationale.
Joe Biden se rend en Arabie saoudite en juillet 2022, après avoir pourtant juré de faire du royaume un « paria ». Son administration accorde une immunité diplomatique à Mohammed Ben Salmane, après que celui ci est devenu premier ministre du royaume d’Arabie saoudite, ce qui lui permet de se prémunir contre des plaintes déposées devant des tribunaux étrangers, et notamment contre l’action au civil lancée à Washington par Hatice Cengiz, la fiancée du journaliste assassiné. En raison de cette immunité, une plainte contre Mohammed Ben Salman est classée sans suite par un juge américain en décembre 2022.